# Rubin Okotie
Rubin Rafael Okotie (Carachi, 6 de Junho de 1987) é um futebolista austríaco nascido no Paquistão que atua como atacante. Defende atualmente o K Beerschot VA.

## Seleção nacional
Estreou pela Seleção Austríaca principal em 19 de novembro de 2008 em partida amistosa contra a Turquia. Ele fez parte do elenco da Seleção Austríaca de Futebol da Eurocopa de 2016.

## Gols Internacionais
| No. | Data                   | Local                       | Resultado | Adversário | Gol(s) | Competição                     |
| --- | ---------------------- | --------------------------- | --------- | ---------- | ------ | ------------------------------ |
| 1   | 12 de Outubro de 2014  | Ernst-Happel-Stadion, Viena | 1-0       | Montenegro | 1      | Eliminatórias Eurocopa de 2016 |
| 2   | 15 de Novembro de 2014 | Ernst-Happel-Stadion, Viena | 1-0       | Montenegro | 1      | Eliminatórias Eurocopa de 2016 |

## Títulos
Austria Wien
- Copa da Áustria: 2009